# 氟乙酸钠
氟乙酸钠是一种有机氟化合物，化学式为FCH2CO2Na。这种无色盐的味道类似于氯化钠，可用作代谢毒物。钠盐和钾盐都是氟乙酸的衍生物。

## 历史和生产
氟乙酸钠的灭鼠效果于1942年得到报道。名称“1080”是指这个毒药的目录号码，这个号码之后成为了它的品牌名称。
氯乙酸钠与氟化钾反应，生成氟乙酸钠。

## 自然出现
氟乙酸钠自然出现于至少40种澳大利亚、巴西和非洲植物中。它是五种已知出现于大自然中的有机氟化合物之一。

## 延伸阅读
- Klingensmith CW. . Science. 1945, 102 (2659): 622–623. PMID 17818201. doi:10.1126/science.102.2659.622.